# Anthony Gordon
Anthony Michael Gordon (* 24. února 2001 Liverpool) je anglický profesionální fotbalista, který hraje na pozici křídelníka či útočníka za anglický klub Newcastle United FC a za anglickou reprezentaci do 21 let.

## Klubová kariéra
Gordon se narodil v Liverpoolu v hrabství Merseyside. Do Evertonu přišel jako jedenáctiletý po odchodu z akademie rivalského klubu Liverpool FC. 7. prosince 2017 debutoval v A-týmu, a to jako náhradník v 88. minutě při výhře 3:0 nad Apollonem Limassol v Evropské lize.
Gordon debutoval v Premier League v lednu 2020, a to v zápase s West Hamem United (remíza 1:1), když o poločasové přestávce vystřídal Bernarda. V základní sestavě Evertonu se poprvé objevil v červnu 2020 při remíze 0:0 s Liverpoolem. 1. září 2020 podepsal Gordon s Evertonem novou pětiletou smlouvu.

#### Preston North End (hostování)
Dne 1. února 2021 odešel Gordon na půlroční hostování do drugoligového Prestonu North End. O pět dní později debutoval za Preston při domácí ligové porážce 2:1 proti Rotherhamu United.

#### Návrat do Evertonu
V sezóně 2021/22 se Gordon dokázal stát stabilním členem základní sestavy Toffees, když hrával po boku Androse Townsenda a Demaraie Graye v křídelních prostorech. 2. ledna 2022 vstřelil své první góly v kariéře, a to když se dokázal dvakrát prosadit do sítě Brightonu při ligové prohře 2:3. Gordon vstřelil v sezóně 2021/22 ještě dvě branky v lize, a to při výhře 3:0 nad Leedsem a jediným gólem rozhodl o vítězství 1:0 nad Manchesterem United. I díky jeho výkonům se Evertonu těsně podařilo udržet se v nejvyšší soutěži.
Gordon se stal v létě 2022 terčem přestupových spekulací, o mladého útočníka Evertonu totiž usilovala londýnská Chelsea. Everton však údajné nabídky odmítl, a tak Gordon pokračoval v liverpoolském klubu i na začátku sezóny 2022/23. V ní měl být jedním z největších tahounů slavného klubu, nicméně v podzimní části sezóny nepředváděl požadované výkony a mnoho fanoušků si přála jeho konec v klubu. V lednu 2023 zahájil s Evertonem jednání o možném přestupu Gordona Newcastle United FC.

### Newcastle United
Dne 29. ledna 2023 přestoupil Gordon do Newcastlu United za částku okolo 45 milionů liber.

## Statistiky
K 14. lednu 2023
| Klub                      | Sezóna  | Liga           | Liga   | Liga | FA Cup | FA Cup | EFL Cup | EFL Cup | Evropské poháry | Evropské poháry | Celkem | Celkem |
| Klub                      | Sezóna  | Liga           | Zápasy | Góly | Zápasy | Góly   | Zápasy  | Góly    | Zápasy          | Góly            | Zápasy | Góly   |
| ------------------------- | ------- | -------------- | ------ | ---- | ------ | ------ | ------- | ------- | --------------- | --------------- | ------ | ------ |
| Everton                   | 2017/18 | Premier League | 0      | 0    | 0      | 0      | 0       | 0       | 1               | 0               | 1      | 0      |
| Everton                   | 2018/19 | Premier League | 0      | 0    | 0      | 0      | 0       | 0       | —               | —               | 0      | 0      |
| Everton                   | 2019/20 | Premier League | 11     | 0    | 0      | 0      | 1       | 0       | —               | —               | 12     | 0      |
| Everton                   | 2020/21 | Premier League | 3      | 0    | 2      | 0      | 2       | 0       | —               | —               | 7      | 0      |
| Everton                   | 2021/22 | Premier League | 35     | 4    | 4      | 0      | 1       | 0       | —               | —               | 40     | 4      |
| Everton                   | 2022/23 | Premier League | 16     | 3    | 1      | 0      | 1       | 0       | —               | —               | 18     | 3      |
| Everton                   | Celkem  | Celkem         | 65     | 7    | 7      | 0      | 5       | 0       | 1               | 0               | 78     | 7      |
| Preston North End (host.) | 2021/22 | Championship   | 11     | 0    | —      | —      | —       | —       | —               | —               | 11     | 0      |
| Celkem                    | Celkem  | Celkem         | 76     | 7    | 7      | 0      | 5       | 0       | 1               | 0               | 89     | 7      |